# Harrison et Tyler
Patty Harrison, née en 1935 et Robin Tyler, née le 8 avril 1942 sont un duo de comédie féministe, considérées comme le premier duo de comédie féministe lesbienne.

## Historique
Elles ont commencé à jouer ensemble dans les années 1970, se produisant dans de petites salles comme des collèges et utilisant la comédie comme un outil pour se moquer d'un système patriarcal oppressif,,. Elles ont rapidement eu des opportunités d'envergure avec la signature d'un contrat pour passer à la télévision avec l'American Broadcasting Company, avec pour objectif de créer une émission de variétés. Malheureusement pour elles, ce contrat n'a pas abouti, car elles refusaient d'amoindrir la teneur féministe et lesbienne de leurs messages. Le duo commence alors à faire des apparitions pendant le Krofft Komedy Hour et lors de nombreuses manifestations féministes. Au cours d'une manifestation, elles ont demandé plus de bourses sportives pour les femmes après avoir couru sur le terrain lors d'un match de football Raiders contre Rams. En 1972, Harrison et Tyler ont produit Angry Atthis de Maxine Feldman et ont commencé à produire leurs propres albums de comédie, Try It, You'll Like It (1972) et Wonder Women (1973),.

## Œuvres
- Try It, You'll Like It (1972)
- Wonder Women (1973)